# 松枝賀子
松枝 賀子（まつえだ のりこ、1971年12月18日 - ）はゲームミュージックの作曲家。栃木県出身。東京コンセルヴァトアール尚美（現東京ミュージック&メディアアーツ尚美）卒。
1994年にスクウェア（現スクウェア・エニックス）に入社。合作することが多かった江口貴勅と2009年に結婚。
2017年12月の「『FF11』年越し生放送！」にて、現在はスクウェア・エニックスを退社し、音楽制作の場から完全に退いていることが知らされた。

## 参加作品
- フロントミッション （SFC） 下村陽子と共作
- クロノ・トリガー （SFC） 1曲作曲
- バハムートラグーン （SFC）
- トバルNo.1 （PS） 複数の作曲家と共作
- フロントミッション・セカンド （PS）
- レーシングラグーン （PS）
- バウンサー （PS2） 江口貴勅と共作
- プレイオンラインビューアー （PS2、WINDOWS、Xbox 360）
- ファイナルファンタジーX-2 （PS2） 江口貴勅と共作